# Koh-Lanta : Viêtnam
Vous pouvez aider à l'améliorer ou bien discuter des problèmes sur sa page de discussion.
- Il n'est pas vérifiable et peut contenir des informations totalement erronées. Il est fortement conseillé aux contributeurs d'étayer son contenu par des sources fiables. Sans cela, sa suppression pourrait être envisagée. (si vous venez d'apposer le bandeau, veuillez cliquer sur ce lien pour créer la discussion et en afficher les indications). (Marqué depuis juin 2024)
- Il peut contenir un travail inédit ou des déclarations non vérifiées. Vous pouvez l’améliorer en ajoutant des références. (Marqué depuis juin 2024)

- Archive Wikiwix
- Bing
- Cairn
- DuckDuckGo
- E. Universalis
- Gallica
- Google
- G. Books
- G. News
- G. Scholar
- Persée
- Qwant
- (zh) Baidu
- (ru) Yandex
- (wd) trouver des œuvres sur Wikidata

Vous pouvez aider à l'améliorer ou bien discuter des problèmes sur sa page de discussion.
- Son admissibilité est à vérifier. Motif : manque de sources, de références, TI. Et ce alors qu'un bandeau demande des sources depuis des années, 2018. Les références (buzzesques) se concentrent sur les audiences, déjà dans l'article Koh-Lanta. Info doublonnant l'article principal. Saison ne se démarquant pas particulièrement.. Vous êtes invité à le compléter pour expliciter son admissibilité, en y apportant des sources secondaires de qualité. (Marqué depuis mars 2025)
- Il ne cite pas suffisamment ses sources. Vous pouvez indiquer les passages à sourcer avec {{référence nécessaire}} ou {{Référence souhaitée}}, et inclure les références utiles en les liant aux notes de bas de page. (Marqué depuis avril 2018)
- Certaines de ses couleurs nuisent à son accessibilité et ne respectent pas la charte graphique. Les couleurs ne sont pas interdites, mais il est conseillé d'en faire un usage modéré qui respecte les normes d'accessibilité. (Marqué depuis juin 2024)
- Son texte doit être wikifié : il ne correspond pas à la mise en forme Wikipédia (style, typographie, liens internes, liens entre les wikis, etc.). (Marqué depuis juin 2024)

- Archive Wikiwix
- Bing
- Cairn
- DuckDuckGo
- E. Universalis
- Gallica
- Google
- G. Books
- G. News
- G. Scholar
- Persée
- Qwant
- (zh) Baidu
- (ru) Yandex
- (wd) trouver des œuvres sur Wikidata

Koh-Lanta : Viêtnam est la 10e édition régulière de l'émission de téléréalité Koh-Lanta, présentée par Denis Brogniart. Cette saison a été diffusée du 17 septembre 2010 au 17 décembre 2010 sur TF1 et s'est déroulée au Viêt Nam. Les deux tribus initiales étaient Do et Vang. C'est Philippe qui a remporté cette édition face à Claude, et ainsi remporté 100 000 €.

## Tournage
- Si vous ne connaissez pas le sujet, laissez ce bandeau (vous pouvez alors contacter les auteurs).
- Si vous supprimez le contenu mis en cause (vous pouvez préalablement contacter les auteurs),

argumentez précisément cette suppression dans la page de discussion
(un manque de référence n'est pas un argument ; une recherche réelle de référence doit avoir été effectuée, être formellement documentée).
Le tournage de cette nouvelle saison, qui s'est déroulé entre le 1er avril 2010 et le 15 juin 2010, a été retardé par le nuage de cendres dû à l'éruption du volcan islandais Eyjafjöll qui bloquait le ciel. L'émission a été tournée au Viêt Nam, dans l'archipel de Côn Đảo situé en mer de Chine méridionale, qui compte 16 îles et îlots, où les aventuriers ont dû survivre pendant 40 jours.

## Candidats
(décembre 2024).
Lors de la finale de la saison 9, Denis Brogniart avait annoncé que Myriam, candidate de la saison 9 ayant dû abandonner dès le premier jour à cause d'une fracture, était directement sélectionnée pour participer à la saison 10. Mais Myriam s'étant battue contre un cancer du sein pendant six mois, elle n'a pas pu participer à cette saison, car elle n'avait pas les capacités physiques pour participer à l'aventure selon ses médecins[réf. obsolète].
Les candidats de cette saison sont au nombre de 18 et ils sont âgés de 20 à 55 ans.
| Candidat | Candidat    | Profession                           | Âge    | Localisation       | Tribu | Jury final         | Départ    |
| -------- | ----------- | ------------------------------------ | ------ | ------------------ | --- | ------------------ | --------- |
| ♀        | Frédérique  | Toiletteuse pour animaux             | 45 ans | Gard               | - Vang (jour 2 – 3)                                                                                              |                    | Éliminée  |
| ♂        | Vivien      | Lycéen                               | 20 ans | Val-d'Oise         | - Do (jour 2 – 6)                                                                                                | Éliminé            |           |
| ♂        | Alain       | Confiturier                          | 47 ans | Gard               | - Do (jour 2 – 8) - Vang (jour 8 – 10)                                                                           | Abandon médical    |           |
| ♀        | Virginie    | Coiffeuse                            | 38 ans | Var                | - Vang (jour 2 – 9) - Éliminée (jour 9 – 10) - Vang (jour 10 – 12)                                               | Éliminée           |           |
| ♀        | Jennifer    | Commerciale                          | 23 ans | Bouches-du-Rhône   | - Vang (jour 2 – 8) - Do (jour 8 – 16)                                                                           | Abandon volontaire |           |
| ♂        | Jean-Pierre | Cadre territorial                    | 47 ans | Bouches-du-Rhône   | - Do (jour 2 – 8) - Vang (jour 8 – 17)                                                                           | Éliminé            |           |
| ♀        | Audrey      | En recherche d'emploi                | 24 ans | Loire              | - Vang (jour 2 – 8) - Do (jour 8 – 20)                                                                           | Éliminée           |           |
| ♂        | Boris       | Responsable marketing                | 30 ans | Paris              | - Vang (jour 2 – 8) - Do (jour 8 – 22)                                                                           | Éliminé            |           |
| ♂        | Valentin    | Étudiant                             | 20 ans | Nord               | - Do (jour 2 – 22) - Tribu réunifiée (jour 22 – 24)                                                              | Abandon médical    |           |
| ♂        | Abdellah    | Éducateur sportif                    | 32 ans | Hauts-de-Seine     | - Do (jour 2 – 22) - Tribu réunifiée (jour 22 – 25)                                                              | 1er membre         | Éliminé   |
| ♀        | Marine      | Hôtesse de l'air                     | 35 ans | Val-de-Marne       | - Vang (jour 2 – 15) - Éliminée (jour 15 – 16) - Do (jour 16 – 22) - Tribu réunifiée (jour 22 – 29)              | 2e membre          | Éliminée  |
| ♀        | Aurélie     | Animatrice dans un centre de loisirs | 26 ans | Meurthe-et-Moselle | - Vang (jour 2 – 22) - Tribu réunifiée (jour 22 – 23) - Éliminée (jour 23 – 24) - Tribu réunifiée (jour 24 – 32) | 3e membre          | Éliminée  |
| ♀        | Laurence    | Styliste ongulaire                   | 33 ans | Suisse             | - Vang (jour 2 – 8) - Do (jour 8 – 22) - Tribu réunifiée (jour 22 – 35)                                          | 4e membre          | Éliminée  |
| ♂        | Kunlé       | Animateur social                     | 28 ans | Essonne            | - Do (jour 2 – 8) - Vang (jour 8 – 22) - Tribu réunifiée (jour 22 – 38)                                          | 5e membre          | Éliminé   |
| ♀        | Véronique   | Retraitée                            | 55 ans | Tarn-et-Garonne    | - Do (jour 2 – 8) - Vang (jour 8 – 22) - Tribu réunifiée (jour 22 – 39)                                          | 6e membre          | Éliminée  |
| ♀        | Wafa        | Vendeuse en prêt-à-porter            | 26 ans | Haute-Garonne      | - Vang (jour 2 – 8) - Do (jour 8 – 22) - Tribu réunifiée (jour 22 – 40)                                          | 7e membre          | Éliminée  |
| ♂        | Claude      | Chauffeur de maître                  | 30 ans | Paris              | - Do (jour 2 – 22) - Tribu réunifiée (jour 22 – 40)                                                              |                    | Finaliste |
| ♂        | Philippe    | Rempailleur                          | 41 ans | Drôme              | - Do (jour 2 – 8) - Vang (jour 8 – 22) - Tribu réunifiée (jour 22 – 40)                                          | Gagnant            |           |

## Déroulement
- Si vous ne connaissez pas le sujet, laissez ce bandeau (vous pouvez alors contacter les auteurs).
- Si vous supprimez le contenu mis en cause (vous pouvez préalablement contacter les auteurs),

argumentez précisément cette suppression dans la page de discussion
(un manque de référence n'est pas un argument ; une recherche réelle de référence doit avoir été effectuée, être formellement documentée).

### Bilan par épisode
| Épisode              | Diffusion         | Épreuves                 | Épreuves                 | Épreuves            | Conseil       | Conseil       | Conseil       |
| Épisode              | Diffusion         | Confort                  | Confort                  | Immunité            | Éliminé       | Vote          | Départ        |
| -------------------- | ----------------- | ------------------------ | ------------------------ | ------------------- | ------------- | ------------- | ------------- |
| 1er épisode          | 17 septembre 2010 | Vang                     | Vang                     | Do                  | Frédérique    | 8-1           | Jour 3        |
| 2e épisode           | 24 septembre 2010 | Do                       | Do                       | Vang                | Vivien        | 8-1           | Jour 6        |
| 3e épisode           | 1er octobre 2010  | Do                       | Do                       | Do                  | Virginie      | 4-3           | Jour 9        |
| 4e épisode           | 8 octobre 2010    | Vang                     | Vang                     | Do                  | Virginie      | 4-3           | Jour 12       |
| 5e épisode           | 15 octobre 2010   | Vang                     | Vang                     | Do                  | Marine        | 3-2-1         | Jour 15       |
| 6e épisode           | 22 octobre 2010   | Do                       | Do                       | Do                  | Jean-Pierre   | 3-1-1         | Jour 17       |
| 7e épisode           | 29 octobre 2010   | Do                       | Do                       | Vang                | Audrey        | 5-2-1         | Jour 20       |
| 8e épisode           | 5 novembre 2010   | Do                       | Do                       | Claude              | Aurélie       | 7-1-1         | Jour 23       |
| 9e épisode           | 12 novembre 2010  | Claude                   | Claude                   | Claude              | Abdellah      | 6-2-1         | Jour 25       |
| 10e épisode          | 19 novembre 2010  | Kunlé                    | Kunlé                    | Claude              | Marine        | 5-2-1         | Jour 29       |
| 11e épisode          | 26 novembre 2010  | Véronique                | Véronique                | Philippe            | Aurélie       | 5-1           | Jour 32       |
| 12e épisode          | 3 décembre 2010   | Philippe                 | Philippe                 | Claude              | Laurence      | 3-1-1-1       | Jour 35       |
| 13e épisode          | 11 décembre 2010  | Claude                   | Claude                   | Philippe            | Kunlé         | 3-2           | Jour 38       |
|                      |                   | Épreuve d'orientation    | Épreuve d'orientation    | Épreuve des poteaux | Conseil final | Conseil final | Conseil final |
| 14e épisode (Finale) | 17 décembre 2010  | Claude, Philippe et Wafa | Claude, Philippe et Wafa | Philippe            | Philippe      | 6-1           | Gagnant       |

### Détail des éliminations
|             | Tribus initiales | Tribus initiales | Tribus recomposées | Tribus recomposées | Tribus recomposées | Tribus recomposées | Tribus recomposées | Tribus recomposées | Tribus recomposées | Tribus recomposées | Tribu réunifiée | Tribu réunifiée | Tribu réunifiée | Tribu réunifiée | Tribu réunifiée | Tribu réunifiée | Tribu réunifiée | Tribu réunifiée | Tribu réunifiée | Tribu réunifiée | Tribu réunifiée |
| ----------- | ---------------- | ---------------- | ------------------ | ------------------ | ------------------ | ------------------ | ------------------ | ------------------ | ------------------ | ------------------ | --------------- | --------------- | --------------- | --------------- | --------------- | --------------- | --------------- | --------------- | --------------- | --------------- | --------------- |
| ► Épisode   | 1                | 2                | 3                  | 4                  | 4                  | 5                  | 6                  | 6                  | 7                  | 8                  | 8               | 9               | 9               | 10              | 11              | 12              | 13              | 14              | 14              | Finaliste       | Vainqueur       |
| ► Éliminé   | Frédérique       | Vivien           | Virginie           | Alain              | Virginie           | Marine             | Jennifer           | Jean-Pierre        | Audrey             | Boris              | Aurélie         | Valentin        | Abdellah        | Marine          | Aurélie         | Laurence        | Kunlé           | Véronique       | Wafa            | Claude          | Philippe        |
| ► Votes     | 8/9              | 8/9              | 4/7                | 0                  | 4/7                | 3/6                | 0                  | 3/5                | 5/8                | 2                  | 7/9             | 0               | 6/9             | 5/8             | 5/6             | 3/6             | 3/5             | 0               | 1               | 1/7             | 6/7             |
| ▼ Candidats | Votes            | Votes            | Votes              | Votes              | Votes              | Votes              | Votes              | Votes              | Votes              | Votes              | Votes           | Votes           | Votes           | Votes           | Votes           | Votes           | Votes           | Votes           | Votes           | Votes           | Votes           |
| Philippe    |                  | Vivien           | Virginie           |                    | Virginie           | Marine             |                    | Jean-Pierre        |                    |                    | Aurélie         |                 | Abdellah        | Marine          | Aurélie         | Laurence        | Kunlé           |                 | Wafa            | Jury final      | Jury final      |
| Claude      |                  | Vivien           |                    |                    |                    |                    |                    |                    | Audrey             | Boris              | Aurélie         |                 | Abdellah        | Marine          | Aurélie         | Véronique       | Véronique       |                 |                 | Jury final      | Jury final      |
| Wafa        | Frédérique       |                  |                    |                    |                    |                    |                    |                    | Marine             |                    | Aurélie         |                 | Abdellah        | Marine          | Aurélie         | Laurence        | Kunlé           |                 |                 |                 | Philippe        |
| Véronique   |                  | Vivien           | Virginie           |                    | Virginie           | Marine             |                    | Jean-Pierre        |                    |                    | Aurélie         |                 | Abdellah        | Marine          | [ n° 21 ]       | Wafa            | Kunlé           |                 |                 |                 | Philippe        |
| Kunlé       |                  | Vivien           | Virginie           |                    | Virginie           | Marine             |                    | Jean-Pierre        |                    | Boris              | Aurélie         |                 | Abdellah        | Marine          | Aurélie         | Laurence        | Véronique       |                 |                 | Claude          |                 |
| Laurence    | Frédérique       |                  |                    |                    |                    |                    |                    |                    | Audrey             |                    | Aurélie         |                 | Abdellah        | Aurélie         | Aurélie         | Kunlé           |                 |                 |                 |                 | Philippe        |
| Aurélie     | Frédérique       |                  | Véronique          |                    | Véronique          | Jean-Pierre        |                    | Véronique          |                    |                    | Wafa            | [ n° 22 ]       | Wafa            | Wafa            | Claude          |                 |                 |                 |                 |                 | Philippe        |
| Marine      | Frédérique       |                  | Véronique          |                    | Véronique          | Jean-Pierre        | [ n° 23 ]          |                    | Audrey             |                    | Philippe        |                 | Kunlé           | Wafa            |                 |                 |                 |                 |                 |                 | Philippe        |
| Abdellah    |                  | Vivien           |                    |                    |                    |                    |                    |                    | Valentin           |                    | Aurélie         |                 | Kunlé           |                 |                 |                 |                 |                 |                 |                 | Philippe        |
| Valentin    |                  | Vivien           |                    |                    |                    |                    |                    |                    | Audrey             |                    | [ n° 24 ]       |                 |                 |                 |                 |                 |                 |                 |                 |                 |                 |
| Boris       | Frédérique       |                  |                    |                    |                    |                    |                    |                    | Audrey             |                    |                 |                 |                 |                 |                 |                 |                 |                 |                 |                 |                 |
| Audrey      | Frédérique       |                  |                    |                    |                    |                    |                    |                    | Marine             |                    |                 |                 |                 |                 |                 |                 |                 |                 |                 |                 |                 |
| Jean-Pierre |                  | Vivien           | Virginie           |                    | Virginie           | Aurélie            |                    | Aurélie            |                    |                    |                 |                 |                 |                 |                 |                 |                 |                 |                 |                 |                 |
| Jennifer    | Frédérique       |                  |                    |                    |                    |                    |                    |                    |                    |                    |                 |                 |                 |                 |                 |                 |                 |                 |                 |                 |                 |
| Virginie    | Frédérique       |                  | Véronique          | [ n° 25 ]          | Véronique          |                    |                    |                    |                    |                    |                 |                 |                 |                 |                 |                 |                 |                 |                 |                 |                 |
| Alain       |                  | Vivien           | [ n° 26 ]          |                    |                    |                    |                    |                    |                    |                    |                 |                 |                 |                 |                 |                 |                 |                 |                 |                 |                 |
| Vivien      |                  | Véronique        |                    |                    |                    |                    |                    |                    |                    |                    |                 |                 |                 |                 |                 |                 |                 |                 |                 |                 |                 |
| Frédérique  | Virginie         |                  |                    |                    |                    |                    |                    |                    |                    |                    |                 |                 |                 |                 |                 |                 |                 |                 |                 |                 |                 |

## Résumés détaillés
- Si vous ne connaissez pas le sujet, laissez ce bandeau (vous pouvez alors contacter les auteurs).
- Si vous supprimez le contenu mis en cause (vous pouvez préalablement contacter les auteurs),

argumentez précisément cette suppression dans la page de discussion
(un manque de référence n'est pas un argument ; une recherche réelle de référence doit avoir été effectuée, être formellement documentée).

### Épisode 1
- Jour 1

Avant même de monter sur le bateau qui les emmènera sur l'île de la première épreuve, Denis demande à deux candidats, un homme et une femme, de rester à quai. Rapidement, Boris se désigne chez les hommes, tandis que Véronique, la doyenne des candidats, se porte volontaire chez les femmes. Les 16 candidats restants prennent le bateau, croyant que les deux candidats sont éliminés. Quelques minutes après le départ, Denis annonce à Boris et Véronique qu'ils prendront aussi part à l'aventure, et pourront découvrir les îles de leur tribu respective avant tout le monde. Ils partent en hélicoptère et découvrent les sites de leurs campements.
Les 16 autres candidats doivent rejoindre l'île de la première épreuve, à la nage, par un fort courant. Tout le monde y parvient, malgré les difficultés d'Alain. Quelque temps plus tard, ils trouvent le premier message de l'aventure : ils doivent trouver un sentier au nord de la plage, le suivre jusqu'à un point d'eau et s'y reposer pour la nuit. Après quelques difficultés, tout le monde parvient à rallier le point.
- Jour 2

Le lendemain, après une nuit difficile, les 16 candidats rencontrent Denis, qui leur annonce que les équipes seront déterminées par le sexe des candidats. Les femmes forment la tribu jaune (les Vang, constituées d'Audrey, Aurélie, Frédérique, Jennifer, Laurence, Marine, Virginie, Wafa et Boris rejoignant les femmes), les hommes composent la tribu rouge (les Do, constitués d'Abdellah, Alain, Claude, Jean-Pierre, Kunlé, Philippe, Valentin, Vivien et Véronique rejoignant les hommes). La première épreuve, de confort, suit aussitôt : les candidats doivent aller chercher et ramener 25 sacs lestés sur un parcours d'équilibre. Ce sont finalement les femmes, donc les jaunes, qui remportent le jeu, et la récompense : 3 allumettes pour faire du feu.
Les tribus partent ensuite sur leurs îles respectives, et les candidats découvrent que les deux candidats restés à quai au début de l'aventure sont déjà sur leur campement : Boris est intégré dans l'équipe des jaunes, et Véronique dans celle des rouges. Les deux éclaireurs ont déjà trouvé le point d'eau. Rapidement, les deux tribus parviennent à faire du feu : les Vang arrivent, grâce aux allumettes, à faire du feu assez facilement, tandis que les Do réussissent grâce à Philippe qui s'est entraîné à faire du feu avant l'aventure. Les candidats mangent chaud pour leur deuxième nuit et les premières tensions commencent à apparaître chez les Vang, entre Frédérique et Virginie.
- Jour 3

Les Do décident de créer un tipi pour s'abriter pendant leurs nuits, tandis que les Vang préfèrent encore attendre. Rapidement, les deux équipes sont convoquées pour leur première épreuve d'immunité : celle des torches. Les candidats doivent porter une plate-forme en bois et ramasser huit torches sur un parcours, puis parvenir à allumer la vasque en hauteur sur une structure près du rivage, après un parcours en équilibre sur une poutre que les équipes doivent pivoter. Ce sont finalement les rouges qui s'imposent. Denis informe que les jaunes ne pourront pas voter contre Boris, qui, s'étant « sacrifié » au début de l'aventure, devient intouchable pour ce conseil. Idem pour Véronique dans son cas.
Les tensions croissent entre Frédérique et Virginie, cette dernière n'ayant pu participer à l'épreuve d'immunité à la suite d'une blessure à l'œil. Le comportement de Frédérique lui sera fatal au conseil, car elle sera éliminée avec 8 voix contre elle. Frédérique est donc la première éliminée de l'aventure. C'est au cours de ce conseil que Denis demande à Laurence ce qui changerait dans l'équipe s'il y avait plus d'hommes et sa réaction culte à la réponse de Laurence.

### Épisode 2
- Jour 4

À la suite d'une nuit difficile, les Vang décident de faire un abri. Boris propose initialement de se baser sur un fourré, mais celui-ci étant épineux, les filles de la tribu décident finalement de construire un abri à partir de rien. Les filles commencent d'ailleurs à s'émanciper des ordres de Boris, qui ne sont pas très réfléchis. Tout le contraire de l'équipe des Do, très organisée et avançant à grands pas dans la construction de leur tipi. La convocation à l'épreuve de confort intervient alors.
C'est une épreuve inédite dans Koh-Lanta : les deux équipes doivent d'abord désigner leur « champion » (qui sera Kunlé pour les rouges, et Wafa pour les jaunes). Cette épreuve se déroule en trois étapes : la première consiste à construire les obstacles du champion adverse, et une fois ceci fait, le champion s'élance pour détruire les obstacles mis en place par l'équipe adverse. Une fois le parcours terminé, le champion doit prendre un drapeau encordé sur une structure et le dés-encorder pour le planter sur un socle. Ce sera finalement les rouges qui s'imposeront, grâce à une meilleure coordination lors de la construction des obstacles. Les Do remportent un passage dans un marché de l'île où ils peuvent acheter des fruits.
- Jour 5

Boris, cherchant à bien faire chez les Vang, élabore un filet de pêche très rudimentaire, peut-être trop : ses idées ne sont pas très élaborées, au grand dam des filles de la tribu. Du côté des Do, tout le monde est en forme, sauf Vivien, qui est plus en retrait car il n'arrive pas à s'adapter à un mode de vie sauvage. Rapidement, la convocation à l'épreuve d'immunité arrive sur les campements.
Cette épreuve est une épreuve d'équilibre : les huit candidats de chaque équipe (Valentin des rouges ne participant pas à l'épreuve à la suite d'un tirage au sort) doivent atteindre une plate-forme située au bout d'une poutre. Le principe réside dans le fait que c'est la personne la plus éloignée de la plate-forme qui doit contourner ses partenaires pour atteindre le bout. Très à l'aise dans cet exercice, les Vang parviennent à l'emporter largement. Ils remportent l'immunité, mais se voient aussi proposer la possibilité d'échanger Boris contre Véronique. Les filles refusent la proposition. Ce sont donc les Do qui doivent aller au conseil le lendemain soir.
- Jour 6

Malgré la solidarité le l'équipe, les Do doivent éliminer l'un des leurs. Deux sont a priori menacés : Vivien, étant assez faible physiquement et handicapant l'équipe, et Véronique, qui est la seule femme du groupe. Peu de choses se passent pendant la journée, malgré la volonté de Vivien de bien faire. L'équipe se rend donc au conseil.
Au conseil, Denis remarque une équipe très unie et surtout un travail de maître de Philippe, qui a apporté le feu et conçu un tipi pour l'équipe. Tous sont persuadés que si cette équipe contenait plus de filles, il y aurait plus de tensions. Finalement, en absence de tension et de rivalité, ce sera Vivien qui fera les frais du vote à cause de sa faiblesse physique, avec huit voix contre lui. Il est le deuxième éliminé de l'aventure.

### Épisode 3
- Jour 7

De légères tensions se font jour sur les deux camps. Chez les Do, Philippe, Jean-Pierre et Alain s'attèlent tout le temps à la tâche pour améliorer la vie sur le camp, tandis que les autres membres de l'équipe ne sont pas au même niveau en ce qui concerne le travail fourni. De même, chez les Vang, la fracture entre les filles et Boris ne cesse de croître, ce dernier n'étant pas à la hauteur des espérances des filles, et lui-même commençant à être mal à l'aise au sein de cette équipe de filles. C'est alors que l'épreuve de confort arrive.
L'épreuve de confort est une épreuve à relais : chaque équipe doit choisir une personne qui orientera les candidats, qui sont les yeux bandés, vers un pot en terre accroché en hauteur. Après être guidé, le candidat doit casser le pot avec une massue, puis revenir au point de départ où il peut enlever son bandeau et ainsi aider le candidat suivant à s'orienter. Les rouges se révèlent plus organisés, et Boris chez les jaunes écope d'une pénalité de 20 secondes pour avoir tenu avec la main le pot pour le casser. Cette pénalité sera fatale aux jaunes qui perdront l'épreuve. Les rouges repartent donc vainqueurs de l'épreuve de confort : ils remportent un kit de pêche et deux d'entre eux (Philippe et Jean-Pierre) partent pour une nuit de pêche avec des vietnamiens pour ramener de la nourriture. À l'issue de cette nuit, ils reviennent avec 5 calamars et le kit de pêche.
- Jour 8

Le jour se lève et une chose se voit clairement sur le camp des jaunes : l'insalubrité. En effet, le manque d'organisation des filles et leur laisser-aller provoque une détérioration des conditions de vie, avec des mouches et des rats. Chez les rouges en revanche, tout va pour le mieux, car ils peuvent enfin essayer le kit de pêche. Ils finissent cependant bredouilles. Pendant ce temps, Claude, Philippe et Kunlé pensent déjà aller très loin dans l'aventure et commencent à tisser de forts liens. Cependant, un véritable séisme va se produire durant l'épreuve d'immunité.
En effet, juste avant l'épreuve, Denis dissout les deux équipes ! Deux nouvelles équipes doivent être créées : Jennifer et Jean-Pierre sont choisis pour les constituer, et ils doivent prendre en alternance une personne de chaque sexe pour obtenir une équité (4 femmes, 4 hommes). Jennifer commence et son équipe est composée d'Abdellah, Audrey, Boris, Claude, Laurence, Valentin et Wafa, tandis que celle de Jean-Pierre est composée d'Alain, Aurélie, Kunlé, Marine, Philippe, Véronique et Virginie. L'épreuve d'immunité commence alors : le but est de remplir un seau d'eau accroché à une sorte de balance, jusqu'à ce que le seau touche entièrement la table en dessous. Pour la remplir, il faut utiliser des assiettes, toutes reliées par une corde, et toutes trouées. Les équipes doivent donc remplir les assiettes et avancer ensemble sur un parcours accidenté, tout en veillant à ne pas perdre trop d'eau. Finalement, ce sera l'équipe de Jennifer qui en sortira vainqueur, ramenant bien plus d'eau à chaque voyage. Cette équipe se voit attribuer un autre privilège, celui de choisir sa couleur et donc de récupérer le camp associé. Pour eux, aucune hésitation, ils choisissent de devenir la tribu rouge. Philippe, Jean-Pierre et Alain, ayant presque construit à eux seuls ce camp, et étant désormais dans l'équipe jaune, sont abattus.
C'est dépités que les nouveaux Vang rentrent sur le camp, car non seulement d'avoir hérité d'un camp insalubre, ils doivent aussi se rendre au conseil le lendemain soir pour éliminer l'un des leurs. Et alors que les Do jubilent de leur côté, les Vang décident de se mettre au travail rapidement pour effacer tout le laisser-aller de l'ancienne tribu jaune. Par ailleurs, ils se rendent compte que ceux qui ont changé d'équipe durant l'épreuve ont dû laisser leurs affaires personnelles sur l'autre camp !
- Jour 9

La nuit a été difficile pour les jaunes. Les hommes ayant presque tout perdu sont abattus, et cela porte sur le moral d'Alain, déjà affaibli physiquement. Ce dernier fait un malaise, et le médecin, voyant son état de santé, décidé de l'emmener à l'hôpital. Alain, en partant, leur fait la promesse de revenir (mais son retour dépendra de son état de santé). Les jaunes doivent maintenant réfléchir à une chose, savoir qui éliminer au conseil. Un choix difficile vu que la tribu n'existe que depuis un jour, et que les ex-rouges sont en légère supériorité numérique.
Sur le camp des Do, c'est presque la belle vie et les filles voient enfin Boris s'activer, car ce dernier est bien mieux à l'aise grâce à la présence d'hommes sur le camp. Il devient même le premier à se plaindre voyant que les filles commencent à ne rien faire sur le camp, si ce n'est bronzer. Les premières tensions apparaissent déjà sur le camp, bien que la tribu ne soit pas menacée par l'élimination du conseil.
Durant ce conseil, deux filles sont principalement menacées : Véronique, car plutôt âgée et pouvant être un handicap, et Virginie, dont la suractivité sur le camp, bien qu'appréciable, est peut-être excessive. Les trois hommes présents au conseil regrettent la perte de leur camp et essaient encore de retrouver leurs marques dans cette nouvelle tribu. Même si presque aucun conflit n'a été à déplorer lors de ce premier jour de cette nouvelle tribu, il leur faut éliminer quelqu'un. Denis annonce qu'Alain, ne pouvant prendre part au vote, bénéficie d'une immunité. Les votes sont divisés, et finalement, avec quatre voix contre elle, ce sera Virginie qui fera les frais du conseil, victime de l'alliance des ex-rouges en supériorité numérique. Néanmoins, beaucoup ont voté à contre-cœur. Virginie est la troisième éliminée, mais elle a encore une chance de revenir puisqu'Alain pourrait ne pas revenir dans l'aventure.

### Épisode 4
- Jour 10

Sur le camp des Vang, Philippe, ayant vu un singe sauvage dans la jungle, l'observe pour tenter de voir ce qu'il mange, pour ensuite pouvoir apporter de la nourriture à la tribu. Il trouve une racine ayant un « goût de citron », mais celle-ci n'est pas du goût de toute la tribu, qui préfère s'abstenir d'en manger. Chez les Do, la nourriture commence à manquer (Claude allant jusqu'à manger un petit crabe cru). Les affaires personnelles des filles étant restées sur l'autre camp commencent aussi à manquer. Philippe, chez les jaunes, décide de réunir les affaires des filles devenues rouges pour leur rendre à l'épreuve de confort. Comme une coïncidence, Claude fait de même chez les rouges (et ramène aussi le piège à poissons de Philippe). La convocation pour le jeu de confort intervient alors.
Avant le jeu de confort, Denis Brogniart annonce aux jaunes qu'Alain ne peut pas revenir dans l'aventure, sa période de convalescence étant trop longue pour pouvoir réintégrer le jeu. La règle en cas d'abandon d'un candidat est donc appliquée, Virginie réintègre l'aventure et participe donc au jeu de confort avec les jaunes. Le jeu de confort est une déclinaison du Memory : chaque équipe doit découvrir 6 paires d'idéogrammes vietnamiens cachés derrière des panneaux. Les candidats doivent à tour de rôle ouvrir deux panneaux, et s'ils trouvent une paire, ils peuvent ramener un drapeau pour leur équipe. Les candidats peuvent s'organiser pour savoir quels idéogrammes ils ont trouvé.
Aurélie, chez les Vang, fait preuve d'une remarquable organisation, et cela emmènera les jaunes jusqu'à la victoire (6 drapeaux à 1). La récompense : un grand brunch en pleine jungle ! Les jaunes sont repus, heureux et unis, alors que les rouges sont dépités. Ce brunch leur aurait bien rempli l'estomac. Et cela porte sur les nerfs de Jennifer qui ne supporte plus que Boris ramène tout à lui-même. La nuit tombe et les deux tribus se couchent, avec des attitudes très différentes.
- Jour 11

Au réveil de ce onzième jour, un grand tas de bambous attend les deux équipes : c'est la classique régate en radeau qui aura lieu lors de l'épreuve d'immunité. Chez les Vang, Philippe a déjà le plan du radeau en tête, inspiré de celui de Freddy, qui avait été un modèle d'efficacité lors des deux saisons auquel il a participé. Du côté des Do, la tribu est totalement divisée : alors que les hommes se sont immédiatement attelés à la tâche, les femmes sont restées inactives une bonne partie de la journée, ce qui provoque la colère des hommes, et surtout celle de Claude qui décide de concevoir le radeau.
Le radeau des jaunes est vite construit et flotte correctement. Ils décident alors de le tester, mais ils se rendent compte qu'il n'est pas assez solide et qu'il pourrait être amélioré. Virginie propose alors une amélioration, que Philippe met en œuvre. Cette amélioration se révèle payante car l'embarcation flotte bien mieux ! Alors que chez les rouges, l'idée de pirogue de Claude ne fonctionne pas très bien, car il « flotte » sous l'eau. Les filles sont énervées, car elles ne se sentent pas écoutées et voient qu'il n'y a aucune communication. Les rouges essayent tant bien que mal de limiter les dégâts, mais les garçons sont presque sûrs de leur défaite et pensent déjà aller au conseil.
- Jour 12

C'est dans une ambiance défaitiste que les rouges abordent cette régate en radeau qui décidera de l'immunité. Cette régate se déroule d'une manière un peu différente des autres éditions : les deux équipes commencent avec 3 rames, et à mi-parcours, elles peuvent aller chercher jusqu'à 3 rames supplémentaires attachées au fond de l'eau. Les deux équipes sont au coude-à-coude, et alors que les deux équipes peinent à prendre les rames supplémentaires, Claude prend une décision stratégique pour les rouges. Ils décident de continuer avec seulement 3 rames, alors que les jaunes s'évertuent à chercher des rames supplémentaires. Ils finissent par prendre 2 rames de plus, mais ils ont accumulé beaucoup de retard, ce qui leur sera fatal car l'embarcation des rouges se révèle plus performante que prévu. Les Do remportent donc l'immunité, pour la deuxième fois consécutive. Cette victoire va renforcer leur cohésion et leur entente, qui était jusqu'alors précaire.
Les Vang sont surpris et abattus : ils ne pensaient pas perdre cette épreuve ! Ils doivent donc éliminer l'un des leurs au conseil, une nouvelle fois. De plus, une mauvaise nouvelle n'arrive jamais seule, des rats ont mangé deux racines entières de manioc. Une grosse perte pour l'équipe, qui met en colère Jean-Pierre. Ce dernier ne supporte plus le laisser-aller sur le camp et décide de prendre les choses en main. Et pour l'élimination au conseil, cela ne fait pas de doute : l'alliance des ex-rouges (composée de Jean-Pierre, Philippe, Kunlé et Véronique), étant toujours en supériorité numérique dans la tribu, compte éliminer une femme au conseil.
À ce conseil, Jean-Pierre reproche à Aurélie d'en faire bien moins sur le camp que Virginie et Marine, qui sont beaucoup plus actives. Aurélie se sent alors en danger, mais le verdict du vote sera pour le moins surprenant : les votes seront exactement pareils qu'au conseil précédent. Aurélie ne recevra aucun vote contre elle malgré les reproches qui lui sont faits, et c'est une nouvelle fois Virginie, qui avec quatre voix contre elle, victime de l'alliance des ex-rouges, quitte de nouveau l'aventure.

### Épisode 5
- Jour 13

La tribu jaune est divisée en deux clans à la suite de la nouvelle élimination de Virginie : les ex-rouges, et les ex-jaunes. Personne ne veut renouer le dialogue, et la tribu est scindée. Contrairement aux rouges qui sont plus unis qu'à l'accoutumée, et qui abordent l'épreuve de confort avec confiance.
Cette épreuve de confort n'est autre que celle du trek en pleine jungle. Néanmoins, une épreuve préliminaire a lieu avant la randonnée : chaque équipe doit aller chercher une plaque attachée à des poteaux dans l'eau, et une corde située à l'opposé, dans la mangrove. La plaque, une fois posée sur son socle, indique une direction, tandis que la corde indique la distance, et donc l'endroit où il faut creuser pour trouver une carte. L'épreuve se révèle serrée, mais l'avance prise par Marine pour chercher la corde fut décisive : pour une seconde, les jaunes l'emportent. Ils héritent donc du « sentier du dragon », plus court, plus facile, et avec un bon repas pour la nuit. Les rouges doivent emprunter le sentier dit « du tigre », qui est bien plus difficile.
Les jaunes se révèlent bien plus organisés et parviennent à récupérer assez facilement leurs plaques, tandis que les rouges sont plutôt désorganisés et ont plus de mal. Les rouges décident d'abandonner deux plaques sur le chemin, alors que les jaunes n'en ont abandonné qu'une. C'est ainsi qu'ils rejoignent leur bivouac pour la nuit, et alors que les rouges n'ont droit qu'à un bol de riz, les jaunes ont droit à un plat vietnamien, et une pastèque en guise de dîner. L'unité chez les jaunes revient en trombe !
- Jour 14

C'est une surprise qui frappe le camp des jaunes : ils découvrent qu'une des plaques qu'ils ont récupérées a un signe de tigre dessus, ce qui signifie qu'ils ont récupéré une plaque de l'autre équipe sans faire attention ! Les deux équipes prenant toutes les plaques restantes, à l'issue du trek, les rouges sont à 18 plaques, tandis que les jaunes en ont 19. Mais une plaque n'est pas valable chez les jaunes (cette dernière n'ayant pas pénalisé les rouges car découverte bien après leur passage), de fait, les deux équipes sont à égalité, 18 partout. Une épreuve les départage donc.
Sur la tranche des plaques se trouvent des traits, qui, réunis dans l'ordre, forment un idéogramme vietnamien signifiant « amour ». Alors que les Do décident d'y aller pièce par pièce directement sur le socle, les Vang préfèrent tout faire au sol avant de mettre tout d'un coup. Cette stratégie s'avère payante : ils remportent l'épreuve, et par la même occasion le jeu de confort. Leur récompense : deux minutes de téléphone pour contacter leurs proches. L'équipe devient plus soudée que jamais et rentre sur son camp heureuse.
Chez les rouges, la vie sur le camp devient difficile : le feu a failli être perdu, le riz est mangé plus rapidement que prévu, et les filles ne font pratiquement rien sur le camp, préférant barboter dans l'eau. Il devient difficile pour les hommes de supporter cette attitude.
- Jour 15

Ce jour a lieu l'épreuve d'immunité, n'ayant pas eu lieu la veille à cause du long trek. Les jaunes affichent fièrement leur nouvelle unité, et Jean-Pierre songe déjà à pouvoir emmener les six membres de la tribu jusqu'au bout. Mais pour cela, ils ne doivent pas perdre l'épreuve d'immunité, qu'ils ont déjà perdu deux fois d'affilée. Tandis que chez les rouges, Jennifer a du mal à garder le moral, et pense à abandonner l'aventure.
Cette épreuve se déroule en deux parties : la première est une course de relais. Le premier relayeur doit aller détacher un drapeau situé au bout du parcours, puis le planter dans un fourreau près d'un deuxième drapeau. Ainsi de suite, les deux équipes doivent ramener six drapeaux, qu'ils doivent amener sur la plage et les planter dans des supports pour accéder à la deuxième partie de l'épreuve. Les jaunes ont une très légère avance à la suite du relais. La deuxième partie de l'épreuve est un classique de Koh-Lanta : les six membres de l'équipe doivent tenir sur une petite plateforme trapézoïdale, debout, pendant cinq secondes. Les Vang ont du mal à se positionner, et Abdellah, chez les Do, propose une idée : mettre deux filles au sommet de la plate-forme et les quatre autres sur les côtés inclinés, se tenant mutuellement pour garder l'équilibre. Le premier essai est le bon, et les rouges remportent, une nouvelle fois, l'immunité.
Les jaunes doivent donc une nouvelle fois éliminer l'un des leurs au conseil, conseil qui se déroule immédiatement après l'épreuve. Denis critique le fait que les votes sont trop basés sur les alliances ex-rouges/ex-jaunes et cela ne permet pas d'éliminer la bonne personne. Les hommes avouent que les femmes, lors des derniers jours, ont été plus fortes et plus utiles lors du jeu. De nouveau les rivalités se font jour, et malgré le conseil de Denis, ce sera une nouvelle fois une ex-jaune qui sera éliminée : c'est Marine qui doit quitter l'aventure, avec trois voix contre elle.

### Épisode 6
- Jour 15 (suite)

Au soir du quinzième jour, Jennifer n'a plus du tout le moral et veut quitter l'aventure. Malgré les tentatives de raisonnement de ses camarades, elle prend la décision de partir, souffrant de l'éloignement de sa famille. Selon le règlement, en cas d'abandon, c'est le dernier éliminé qui revient dans Koh-Lanta, et c'est Marine qui revient fièrement. Seule différence : elle abandonne son foulard jaune contre celui des rouges.
Décidément chez les jaunes, c'est la soupe à la grimace. De retour sur leur campement, Jean-Pierre explique à sa tribu qu'il ne veut plus être leur leader, la stratégie mise en place entre eux pour rester entre ex-rouges étant catastrophique.
- Jour 16

Le jeu de confort convoque les 2 tribus, il s'agit pour les candidats attachés par grappe à un élastique, fixé dans le sol à une extrémité, de rapporter successivement 10 pilons disposées de plus en plus loin au prix d'efforts de traction de plus en plus grands.  
Du côté des Do pour respecter l'équité, 2 femmes et un homme ne participent pas : Audrey, Wafa et Valentin sont désignés par tirage au sort. Lors de cette épreuve, les jaunes ne faisant pas le poids physiquement et mentalement, ce sont les rouges menés par la trépidante Marine qui remportent l'épreuve de confort.
Au programme : 2 vietnamiens (1 homme et 1 femme) viennent sur le camp des Do en bateau-panier et leur rapporte de la nourriture afin de confectionner un festin à base de rouleaux de printemps et autres plats vietnamiens, de plus l'homme leur laisse également un des 2 bateaux-panier afin que les Do puissent partir à la pêche en mer. Repus et contents, les Do s'endorment tranquillement.
- Jour 17

C'est la convocation à l'épreuve d'immunité, les équipes sont en forêt face à un pilotis surplombé par une noix de coco, c'est l'épreuve classique de Koh-Lanta : la dégustation. Du côté des Do pour respecter l'équité, 2 femmes et un homme ne participent pas : Marine, Audrey et Claude sont désignés par tirage au sort. Denis leur fait soulever la pierre, les candidats découvrent un scorpion noir du Viêtnam. Tout se mange sauf l’extrémité de la queue, le dard, qu'il faut enlever.
Les candidats mangent tous tour-à-tour leur scorpion, même Aurélie qui pourtant a du mal avec la nourriture s'exécute et mange son scorpion. Chez les rouges, Wafa semble ne pas trop apprécier et Boris, lui, met plus de cinq minutes à manger le sien. Les équipes étant à égalité, elles doivent chacune désigner un membre de l'équipe adverse pour le duel final. Véronique convainc ses coéquipiers de choisir Boris, tandis que du côté des Do, Aurélie est la candidate Vang désignée.
L'épreuve se déroule sous forme de pari : Denis découvre un plat vide, il place un premier scorpion ; chaque équipe tour-à-tour a 2 choix : soit leur candidat mange la totalité du plat, soit il fait en rajouter un pour l'adversaire (pariant ainsi qu'il échouera dans la dégustation) et ainsi de suite, le perdant de l'épreuve étant celui qui ne mangera pas la totalité des scorpions du plat.
Au bout de quelques minutes, 7 scorpions se retrouvent dans le plat et Boris accepte le pari. Il a 15 minutes pour manger la totalité des scorpions, et il commence sa dégustation à un rythme effréné. Sous le regard inquiet de Jean-Pierre, les jaunes comprennent que les Do ont réussi à les berner : Boris termine les 7 scorpions en un temps de 9 minutes 40 secondes, scellant le destin de l'équipe des Vang pour le conseil.
- Jour 18

C'est jour de conseil pour les jaunes. Sur le camp, Véronique répète à qui veut l'entendre qu'elle assumera ses responsabilités lors du conseil et est prête à partir. Aurélie se sent menacée à juste titre : c'est la dernière ex-jaune, au vu de l'alliance des ex-rouges.
Jean-Pierre redit à nouveau qu'il ne veut plus assurer le leadership du groupe, au vu des erreurs de stratégie qu'ils ont commis, Kunlé se dit prêt à assumer ce rôle de leader. Les votes commencent : lors du dépouillement, Jean-Pierre est nommé 3 fois sur cinq votants, il est éliminé.

### Épisode 7
- Jour 20

Après une victoire écrasante des jaunes à l'épreuve d'immunité, les rouges sont convoqués le lendemain au conseil.
- Jour 21

Arrivé au conseil, les hommes rouges parlent de suite de l'inactivité des filles sur le camp. Lors du dépouillement, Audrey reçoit la majorité des votes contre elle en cause, sa grande inactivité.

### Épisode 8
Jour 21 - Jour 23
Les deux équipes doivent désigner un aventurier qui les représentera lors de ce jeu de confort. Les Do désignent Claude, tandis que les Vang choisissent Kunlé. Claude fait gagner le confort à son équipe. C'est ensuite l'heure de la réunification, et les ambassadeurs Claude et Kunlé choisissent d'éliminer Boris, le moins méritant et le plus fatigué chez les rouges, qui ne s'est pas intégré dans le clan de Claude. Claude remporte l'épreuve d'immunité des paresseux en 1h45 face à Wafa, Marine ayant terminé troisième en 45 minutes et Abdellah quatrième. Aurélie, jugée trop forte sur les épreuves et n'appartenant pas à l'alliance de Claude, est éliminée au premier conseil réunifié.

### Épisode 9
Jour 24 - Jour 25
Valentin doit déclarer son abandon médical le 24e jour, sa brûlure au doigt ne lui permettant pas de réintégrer l'aventure. Aurélie revient dans l'aventure juste avant le confort de la boue. Claude remporte l'épreuve en finale face à Marine. L'épreuve di'mmunité est celle des sacs : Laurence, Véronique et Marine sont les premières éliminées et sont suivies par Wafa, Abdellah et Aurélie. Claude remporte la finale face à Philippe et Kunlé. Les choses changent : Abdellah choisit de s’éloigner de Claude et s’oppose à lui sur le camp, ce qui lui coûte son élimination qui aura lieu juste après l'épreuve d'immunité.

### Épisode 10
Jour 26 - Jour 29
L'épreuve de confort est l'épreuve des bambous : Laurence est la première à lâcher et est suivie par Aurélie, Véronique, Marine, Wafa, Claude, Philippe. Kunlé remporte donc le confort et choisit Philippe pour l'accompagner. L'immunité est le parcours du combattant. Chez le femmes Aurélie remporte la manche devant Marine (2e) et Wafa (3e), tandis que Véronique finit 4e et Laurence bonne dernière. Claude remporte la manche masculine devant Philippe, Kunlé étant 3e. Claude remporte la finale face à Aurélie lors d'une épreuve d'équilibre. De vives tensions apparaissent entre Claude et Marine, cette dernière ne supportant pas le comportement dominateur de Claude et s'estimant la seule à oser le lui dire en face. Cette opposition lui vaut aussi son élimination.

### Épisode 11
Jour 30 - Jour 32
Véronique remporte le confort en épatant tout le monde, et elle choisit de le partager avec Laurence. C'est ensuite Philippe qui remporte l'immunité des grappins, Laurence étant bonne dernière. Laurence et Véronique veulent en profiter pour éliminer Claude en ralliant Philippe, mais ce dernier dévoile leur stratégie. Véronique n'assume pas la responsabilité et se brouille avec Laurence qui veut quitter l'aventure. Finalement c'est Aurélie qui sort au conseil, alors que Véronique est évacuée après un malaise, ne participant pas au vote.

### Épisode 12
Jour 33 - Jour 35
Maintenant que tous ceux qui n'appartenaient pas à l'alliance de Claude sont sortis, le clan lui-même s'entre-déchire pour savoir qui sera le prochain. Laurence et Véronique se savent menacées et chacune évite l'autre et tente de rallier la majorité à sa cause pour pouvoir rester, ce qui provoque de vives tensions. Philippe gagne le confort, mais choisit d'offrir sa Poire Belle-Hélène aux femmes de la tribu, geste très apprécié. L'épreuve d'immunité est celle de l'équilibre sur l'eau, Véronique est la première éliminée suivie par Kunlé, Laurence et Wafa. Claude remporte la finale de l'épreuve face à Philippe. Mais la nourriture vient à manquer, Kunlé et Claude partent en trek et mangent les 14 bananes qu'ils trouvent sans les ramener aux autres. Au conseil l'histoire des bananes éclate et Philippe est très déçu, d'autant qu'il a offert son confort et qu'il meurt de faim. Finalement, Laurence est éliminée, et digère mal sa sortie.

### Épisode 13
Jour 36 - Jour 38
Le dernier confort a lieu : c'est le tir à l'arc pour pouvoir gagner un moment avec sa famille. Il y a la mère de Kunlé, la sœur de Claude, la femme de Philippe, le mari de Véronique et la meilleure amie de Wafa. Lors du confort, les 5 derniers aventuriers s'entre-déchirent une fois de plus : Claude commet l'erreur de casser la flèche de Wafa, ce qui l'agace beaucoup. Quant à Philippe, il n'admet pas que Kunlé lui ait cassé sa flèche plutôt que celle des autres. Il considère cela comme une trahison de la part de son ami de l'aventure, tandis que Claude remporte les 24h avec sa sœur. De vives tensions apparaissent entre Kunlé et Philippe, qui profitent aux filles. Finalement, Philippe remporte l'immunité et s'attire les votes de Wafa et Véronique, qui choisissent d'éliminer Kunlé. ce dernier se dit trahi par Philippe, qui s'est vengé par rapport à la flèche. Claude non plus semble ne pas comprendre ce retournement de Philippe, qui a cassé l'alliance des 4 entre lui, Claude, Kunlé et Wafa.

### Épisode 14 (finale)
Jour 39 - Jour 40
Véronique perd l'orientation, remportée par Claude, Philippe et Wafa. Wafa chute ensuite la première des poteaux, suivie de Claude. Philippe choisit ce dernier pour la finale. Au dernier conseil, les reproches fusent entre Kunlé et Philippe, mais beaucoup plus entre Claude et les autres aventuriers, qui estiment qu'il avait le rôle d'un gourou sur le camp, et que son comportement ne lui fait pas mériter la victoire. Claude se défend en leur demandant de le choisir pour ses victoires, 6 en tout sur les 11, sans compter l'orientation, un record dans Koh-Lanta. Finalement, tous préfèrent Philippe sauf Kunlé, qui choisit de voter Claude. Philippe remporte donc l'édition 2010.

## Records
- Si vous ne connaissez pas le sujet, laissez ce bandeau (vous pouvez alors contacter les auteurs).
- Si vous supprimez le contenu mis en cause (vous pouvez préalablement contacter les auteurs),

argumentez précisément cette suppression dans la page de discussion
(un manque de référence n'est pas un argument ; une recherche réelle de référence doit avoir été effectuée, être formellement documentée).
- Claude détient le record d'épreuves individuelles remportées sur une saison de Koh-Lanta, avec au total 8 succès : 4 immunités, 2 conforts, un duel en tant que représentant d'équipe et l'orientation. Il dépasse notamment Bertrand (6 succès lors de la saison 8), Christina (7 succès lors de la saison 9).
- Claude co-détient le record de victoires dans des épreuves d'immunité individuelles sur une saison (4 succès, tout comme Mohamed lors de la saison 5 et Philippe lors de la saison 12) (dont une en binôme avec Brice pour ce dernier) (de plus, Claude réitère son record dans L'Île des héros, si ce n'est qu'un de ses succès a été réalisé en binôme avec Naoil), toutes éditions de Koh-Lanta confondues, si ce n'est que Claude, Ugo et Mohamed ont en plus le record du nombre d'immunités individuelles consécutives : 3 d'affilée.

## Audiences
La moyenne de cette saison est de 6,801 millions de téléspectateurs pour 27,6 % de PDM.

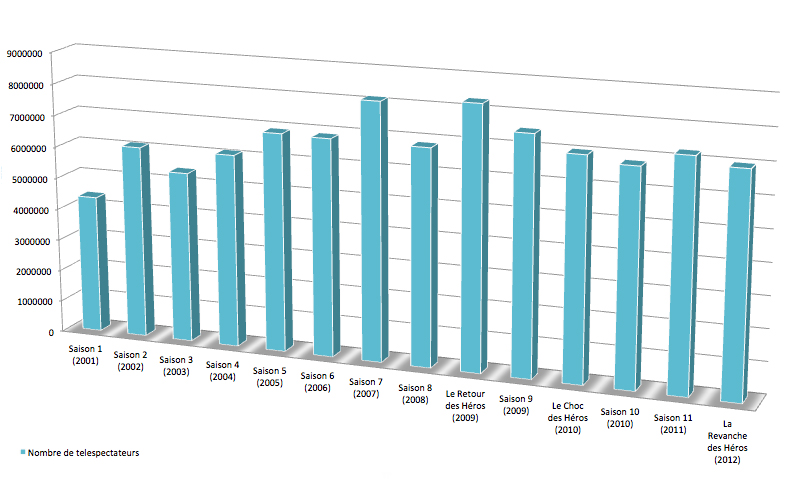
Importance des audiences de la saison 10 par rapport aux audiences des autres saisons 2001 à 2012.

| Émission    | Jour et horaire de diffusion             | Nombre de téléspectateurs | Part de marché sur les 4 ans et plus | Référence |
| ----------- | ---------------------------------------- | ------------------------- | ------------------------------------ | --------- |
| 1           | Vendredi 17 septembre 2010 (20:45-22:30) | 7 796 000                 | 32,7 %                               | [ 2 ]     |
| 2           | Vendredi 24 septembre 2010 (20:45-22:15) | 7 437 000                 | 29,3 %                               | [ 3 ]     |
| 3           | Vendredi 1er octobre 2010 (20:45-22:25)  | 7 843 000                 | 31,1 %                               | [ 4 ]     |
| 4           | Vendredi 8 octobre 2010 (20:45-22:20)    | 6 814 000                 | 28,1 %                               | [ 5 ]     |
| 5           | Vendredi 15 octobre 2010 (20:45-22:30)   | 6 778 000                 | 27,6 %                               | [ 6 ]     |
| 6           | Vendredi 22 octobre 2010 (20:45-22:25)   | 6 471 000                 | 26,3 %                               | [ 7 ]     |
| 7           | Vendredi 29 octobre 2010 (20:45-22:20)   | 6 096 000                 | 24,5 %                               | [ 8 ]     |
| 8           | Vendredi 5 novembre 2010 (20:45-22:25)   | 6 992 000                 | 27,6 %                               | [ 9 ]     |
| 9           | Vendredi 12 novembre 2010 (20:45-22:15)  | 6 460 000                 | 26,0 %                               | [ 10 ]    |
| 10          | Vendredi 19 novembre 2010 (20:45-22:15)  | 6 510 000                 | 26,7 %                               | [ 11 ]    |
| 11          | Vendredi 26 novembre 2010 (20:45-22:15)  | 6 593 000                 | 26,4 %                               | [ 12 ]    |
| 12          | Vendredi 3 décembre 2010 (20:45-22:15)   | 7 006 000                 | 27,8 %                               | [ 13 ]    |
| 13          | Samedi 11 décembre 2010 (20:45-22:15)    | 5 368 000                 | 23,9 %                               | [ 14 ]    |
| 14 (Finale) | Vendredi 17 décembre 2010 (20:45-23:15)  | 7 048 000                 | 28,5 %                               | [ 15 ]    |

Légende :